# Mielnik (Miedzyn)
Mielnik – przysiółek wsi Miedzyn w Polsce, położony w województwie zachodniopomorskim, w powiecie pyrzyckim, w gminie Lipiany
W latach 1975–1998 przysiółek administracyjnie należał do województwa szczecińskiego.